# Philip Le Roy
Pour les articles homonymes, voir Le Roy.
Œuvres principales
- Le Dernier Testament

Philip Le Roy, né le 20 juillet 1962 à Toulouse, est un auteur français de thrillers.

## Biographie
Le Roy est un autodidacte doublé d'un globe trotteur. Touche-à-tout, il est à la fois adepte des arts martiaux (viet vo dao), bassiste rock à ses heures, ancien publicitaire et auteur de romans (très) noirs.
référence nécessaire|Influencé aussi bien par le cinéma (Stanley Kubrick, Quentin Tarantino, Brian De Palma) que par le roman noir américain, il se consacre réellement à l'écriture au milieu des années 1990.
Il apprécie aussi Stephen King.
Après Pour adultes seulement, lauréat du Prix du polar de Toulouse et Couverture dangereuse, deux premiers romans noirs, il est révélé en 2005 par le Grand Prix de littérature policière pour Le Dernier Testament, où apparaît pour la première fois Nathan Love. En 2007 paraît La Dernière Arme, deuxième enquête du profiler zen.
Ses livres sont publiés dans la collection Points Thriller et sont traduits en Italie, Espagne, Russie, Allemagne, Corée…

## Publications
- 1997 : Pour adultes seulement, Atout éditions, réed. J'ai lu, 2001
- 1998 : Couverture dangereuse, Atout éditions, réed. J'ai lu, 2002
- 2005 : Le Dernier Testament, Au diable vauvert, réed. Points, 2006, Grand prix de littérature policière 2005
- 2007 : La Dernière Arme, Au diable vauvert,.
- 2007 : Léviatown, Baleine.
- 2009 : Evana 4, Au diable vauvert,.
- 2010 : La Dernière Frontière, Au diable vauvert,.
- 2011 : Le Dernier Testament, Au diable vauvert,.
- 2012 : Black Zone, La Brigade des fous.
- 2013 : Red code, La Brigade des fous.
- 2014 : White shadow, La Brigade des fous.
- 2014 : La Porte du Messie.
- 2015 : L'Origine du Monde.
- 2018 : S.I.X
- 2018 : Le Neuvième naufragé
- 2019 : Dans la maison.
- 2020 : 1,2,3, nous irons au bois.
- 2021 : Fais de beaux rêves…, 448 pages, Rageot Éditeur •  (ISBN 978-2-70027-655-8)
- 2023 : Aliana, 448 pages, éditions Cosmopolis •  (ISBN 978-2-90232-421-7)
- 2023 : Les ombres aussi ont peur du noir, 416 pages, Rageot Éditeur •  (ISBN 978-2-70027-973-3)
- 2025 : Danse avec la mort, Rageot
- 2025 : La Femme la plus dangereuse du monde, Éditions 123

## Récompenses et distinctions

### Prix
- Grand prix de littérature policière 2005 pour Le Dernier Testament[3]
- Prix Bob-Morane 2023 pour Aliana[4]